# Bandera de Meranges
La bandera oficial de Meranges té la següent descripció:
Bandera apaïsada de proporcions dos d'alt per tres de llarg faixada groga, verda i blanca, amb la branca de pi i les tres pinyes negres que figuren a l'escut, al centre. Les tres faixes que tindran la mateixa grandària, seran groga la superior, per representar l'esmalt del camper de l'escut; verda la central, per representar el mont de tres penyes, i blanca la inferior per representar la banda ondada d'argent. La figura del pi amb les tres pinyes tindrà una altura de dos terços de l'alçària del drap i una amplada d'un terç de l'amplària d'aquest.
Va ser aprovada el 20 de març de 1990 i publicada en el DOGC el 2 d'abril del mateix any amb el número 1275.